# Melinda Gordon
Melinda Gordon es un personaje ficticio y protagonista principal creado por John Gray e interpretado por Jennifer Love Hewitt en la serie de televisión de televisión estadounidense Ghost Whisperer, que se transmitió en CBS.

## Antecedentes
Melinda Gordon tiene el don de ver, escuchar y comunicarse con los fantasmas. Se trasladó a Grandview después de casarse con Jim Clancy, un paramédico que sabe de su capacidad. Ella siempre ha sido capaz de hablar con los muertos o "espíritus ligados a la tierra" como su abuela, con quien comparte esta habilidad. Su madre, Beth Gordon, posee el mismo tipo de don, solo que ella no puede verlos, solo puede oirlos, aunque ella niega la existencia de cualquier tipo de don. Cuando Melinda era niña, su padre abandonó a la familia.

### Primera temporada
Melinda y Jim se trasladaron a la pequeña ciudad de Grandview donde Melinda abrió una pequeña tienda de antigüedades Same As It Never Was. Ella conoció y comenzó a ser amiga de Andrea Marino, con la que vino a compartir las responsabilidades de la administración de la tienda. Con el tiempo, Melinda adquirió suficiente confianza para decirle a Andrea de su don.
En la última parte de la temporada Melinda comenzó a tropezarse con un espíritu malévolo, Romano, quien llevaba un sombrero negro y trataba de impedir que los espíritus "cruzaran" hacia la luz. En el capítulo final hay un accidente de avión en Grandview. Romano utiliza la muerte masiva para su ventaja, "manteniendo" las almas que murieron y a las que Melinda no pudo ayudar a que cruzaran hacia la luz, una de las cuales era Andrea.

### Segunda temporada
Después de perder a su amiga y socia de negocios en el accidente de aviación, Melinda tuvo éxito contra el espíritu oscuro, ayudando a que Andrea y muchos de los otros fantasmas del accidente de avión pudieran cruzar al otro lado.
Melinda termina conociendo a muchas personas nuevas en la segunda temporada: un profesor del departamento de Antropología, Rick Payne, que ayuda a Melinda con un molesto fantasma sin darse cuenta y que, más tarde, ella le dice acerca de su don, en el episodio Cat's Claw . También conoce a la viuda Delia Banks y a su hijo Ned Banks. Después de algunos episodios, Melinda invita a Delia a tomar el lugar de Andrea como su socia de negocios y le confía a Ned el secreto de su don. Al tratar de ayudar al esposo de Delia a cruzar, en el episodio Delia's First Ghost, Melinda le revela su don. Delia, que es una escéptica de todo lo que hay más allá de la normalidad, con el paso del tiempo, acaba por creer a Melinda.
A lo largo de la temporada se producen acontecimientos que muestran que el "velo" entre los vivos y los muertos es muy estrecho. Con la introducción de un segundo "ghost whisperer", Gabriel Lawrence, es adquirida a través del espíritu de la tierra de la esposa de Payne que fuerzas oscuras "están tratando de hacer a los muertos más fuertes que en la vida." En el final de la temporada, ella se entera de que puede tener un hermano de su difunto padre.

### Tercera temporada
Melinda busca continuamente a su padre, creyendo firmemente que él ha muerto. Ella habla con su madre, quien no le da mucha información, además de decir que Melinda y Jim tiene que salir de Grandview debido a todos los malos espíritus. Melinda también supo que Beth había vivido en Grandview. En el quinto episodio, Weight of What Was, Gabriel llega a casa de Melinda diciendo que él es su medio hermano, que comparte su mismo don y que también está en busca de su padre. Fue alojado en un hotel bajo el nombre de Gabriel Gordon. Él le da a Melinda un paquete que la conduce a una iglesia subterránea donde habían sido enterrados varias personas años atrás, así como a su tatara-tatarabuela, Tessa, que también era un "ghost whisperer".

### Cuarta temporada
Melinda empieza a intentar concebir un hijo junto a Jim, su marido. Una noche, inesperadamente, Jim recibe un tiro con un arma de fuego y, por un fallo en la operación muere, dejando a Melinda viuda. Ella sufre porque el fantasma de Jim se niega a cruzar hacia la Luz y quiere quedarse con ella mientras viva.
Cuando ocurre un accidente de tráfico en Grandview, Melinda ve cómo Jim se introduce en el cuerpo de una persona a la que no se ha podido reanimar reencarnándose en él. Sin embargo, Jim, el cual vive ahora en el cuerpo de Sam Lucas, no recuerda nada de ninguna de sus dos vidas, atribuyéndole un diagnóstico de amnesia.
Melinda sabe que el espíritu de Jim está en el cuerpo de Sam y hace todo lo posible para que su marido recupere la memoria y la ame de nuevo. Las cosas se complican cuando Sam encuentra a la mujer con la que iba a casarse y, cuando tras contarle Melinda el don que tiene, no la cree. Tras un accidente que casi mata a Melinda, Jim/Sam recupera la memoria y vuelve a amar y vivir con Melinda. Además, resulta que Jim y Melinda lograron concebir a su hijo antes de que Jim muriese, así que por fin serán padres.

### Quinta temporada
Melinda y Jim/Sam tienen un hijo, Aiden Lucas. Un niño que, en el transcurso de la serie, tiene cinco años. Aiden, según las palabras de los Vigilantes, tendrá más poder del que Melinda ha tenido nunca. La médium lo comprueba cuando empieza a saber que su hijo y ella tienen una profunda conexión sensitiva y que, además, su hijo, ve a unos seres de los que ella jamás ha oído hablar: La Gente Brillante y las Sombras. Estos seres tienen vida propia. Por una parte, la Gente Brillante intenta proteger al infante, mientras que, por otra, las Sombras quieren destruirlo. A todo esto, Melinda no puede hacer nada pues ella no los puede ver. Al final de la temporada y la serie Aiden salva a su madre convirtiendo la noche en día después de que las Sombras se apoderaran de Melinda.

## Habilidades
Melinda es, al menos, una quinta generación médium (como su tatarabuela, Tessa, la cual tenía sus mismas habilidades). Ella es capaz de comunicarse con los espíritus de los que están muertos. Ella puede ver y hablar con los espíritus de la tierra, que han llegado a ella en busca de ayuda. Luego, les ayuda a cruzar, ya sea haciendo uso de la palabra a los seres queridos o haciendo cosas que ellos no pudieron hacer/finalizar antes de morir, lo cual les da la paz.
Como resultado de sus habilidades, Melinda a menudo recibe visiones de las cosas en relación con los fantasmas que está tratando de ayudar. Por ejemplo, en el final de la primera temporada, Melinda mantiene la percepción de mensajes de fantasmas en un avión que no se ha estrellado aún. En otro episodio, sus poderes la trasportaron de Grandview a una selva tropical. En el final de la segunda temporada, ve gente mirándola, observa a través de su ventana y ve que su casa se encuentra bajo una gran masa de agua y que un barco se hunde, es transportada a un túnel, y ve un gran puente en el cielo con coches cayendo por doquier a su alrededor.